# Thal (Engelskirchen)
Thal war früher ein Ortsteil der Gemeinde Engelskirchen im Oberbergischen Kreis in Nordrhein-Westfalen in Deutschland und ist heute ein Teil von Wahlscheid.

## Lage und Beschreibung
Der Ort liegt etwa 10,6 km vom Hauptort Engelskirchen entfernt.

## Geschichte

### Erstnennung
1542 wurde der Ort das erste Mal urkundlich erwähnt und zwar „Johenchen ym Daell“ wird in den Türkensteuerlisten genannt.
Schreibweise der Erstnennung: Daell